# 스플릿 (볼링)
스플릿(split)은 볼링에서 첫 번째 투구에 쓰러지지 않은 핀이 간격을 두고 남는 것을 말한다. 다만, 가장 앞 핀인 1번 핀이 남는 것은 스플릿으로 인정되지 않는다. 스플릿 상황에서 스페어를 득점하는 것을 종종 "킬러 샷"(killer shot)이라고 부른다.

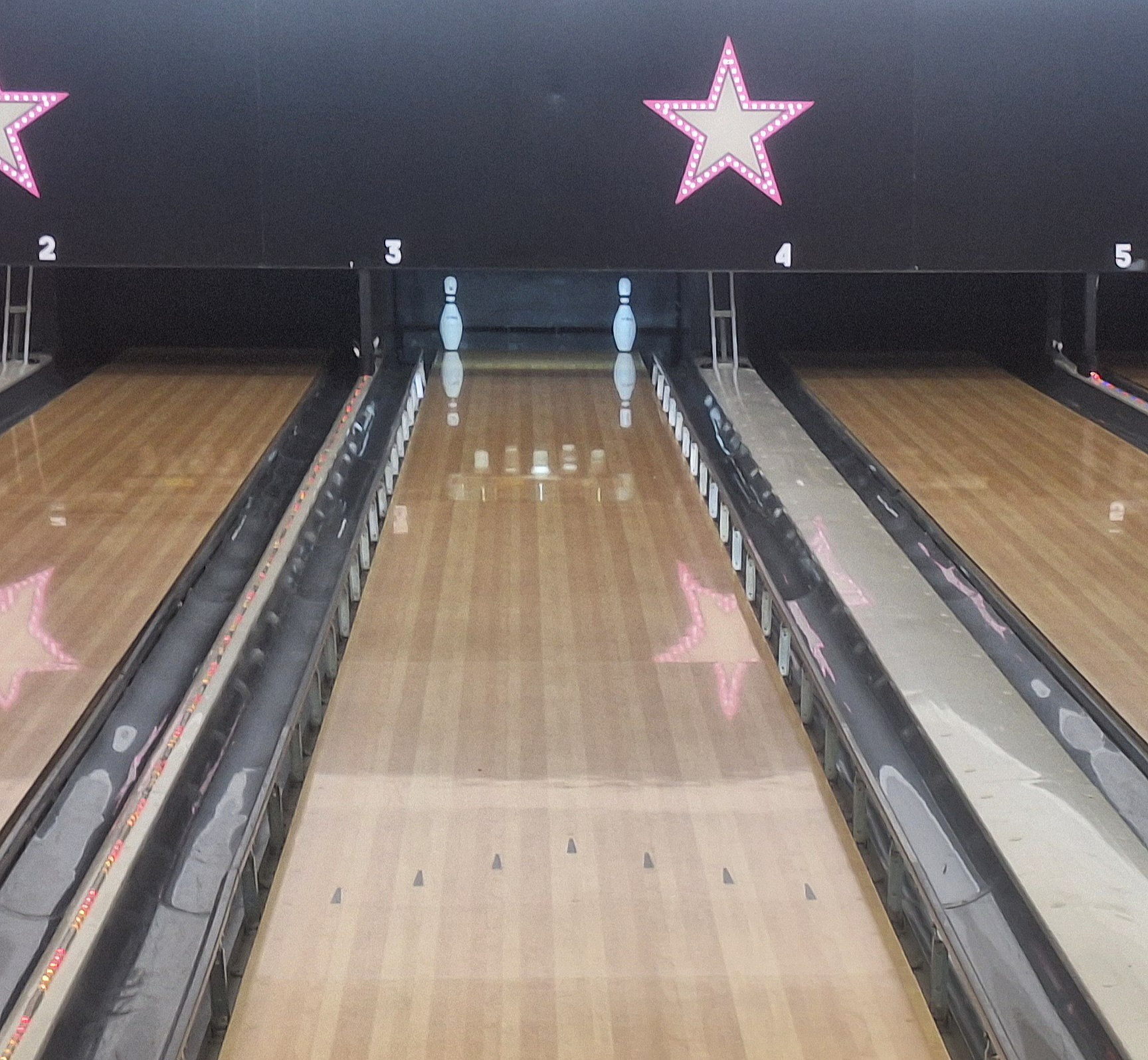
7-10 스플릿